# Косович Іван-Олександр Петрович
Іван-Олександр Петрович Косович (17 березня 1884, с. Осівці, тепер Бучацька міська громада, Тернопільська область — 20 грудня 1919, м. Гнівань, Вінницька область) — священник УГКЦ, капелан УГА. 

## Життєпис
Народився у селі Осівці (тепер Бучацька міська громада, Тернопільська область) у сім'ї священника. 
У 1905 році закінчив Бережанську гімназію. Продовжив навчання в духовній семінарії та на Богословському факультеті Львівського університету, який закінчив у 1909 році. Того ж року висвячений на священника.  
Протягом 1910 - 1914 служив на парафіях у місті Борщів та селах Іванків, Васильківці і Пишківці. 
Під час Першої світової війни резервний капелан армії Австро-Угорщини.
З 1919 року польовий духівник Української галицької армії. Провів у її складі всю кампанію в Галичині та перейшов на територію УНР. Перебував у чотирикутнику смерті, де надавав духовну опіку хворим на тиф воякам. Сам захворів і помер 20 грудня 1919 року в місті Гнівань на Вінниччині.

## Нагороди
- Духовний хрест заслуг;
- Почесний знак Австрійського Червоного Хреста;